# Bencubbin
Bencubbin è una città situata nella regione di Wheatbelt, in Australia Occidentale; essa si trova 270 chilometri a est di Perth ed è la sede della Contea di Mount Marshall. Al censimento del 2006 contava 160 abitanti.